# Taloyoak
Taloyoak o Talurjuaq (Inuktitut: Talurjuaq; ᑕᓗᕐᔪᐊᕐᒃ, nota anche come Spence Bay fino al 1º luglio 1992)  è un piccolo insediamento inuit posto nella Boothia, più precisamente nella Regione di Kitikmeot, nel territorio canadese del Nunavut. La comunità è raggiungibile solamente via aereo e grazie ai cargo annuali.
Taloyoak significa "caribù cieco", forse in riferimento a un prezioso esemplare cieco di caribù o forse per uno strumento per la sua caccia.

## Dati geografici
- Altitudine: 26 M s.l.m..
- Latitudine e longitudine: 69°32′13″N 93°31′36″W.
- Distanze da: Cambridge Bay 460 km da ovest, Yellowknife 1224 km da sudovest.

## Popolazione
| Anno      | Popolazione |
| --------- | ----------- |
| 1981      | 431         |
| 1985      | 452         |
| 1986      | 540         |
| 1988 est. | 540         |
| 1991      | 580         |
| 2006      | 809         |

Secondo i dati del censimento del 2006 la popolazione era di 809 abitanti, con una crescita del 12,4% rispetto agli ultimi dati del 2001.
Le lingue principali parlate nella comunità sono quelle inuktitut e inglese.